# MV Blue Marlin

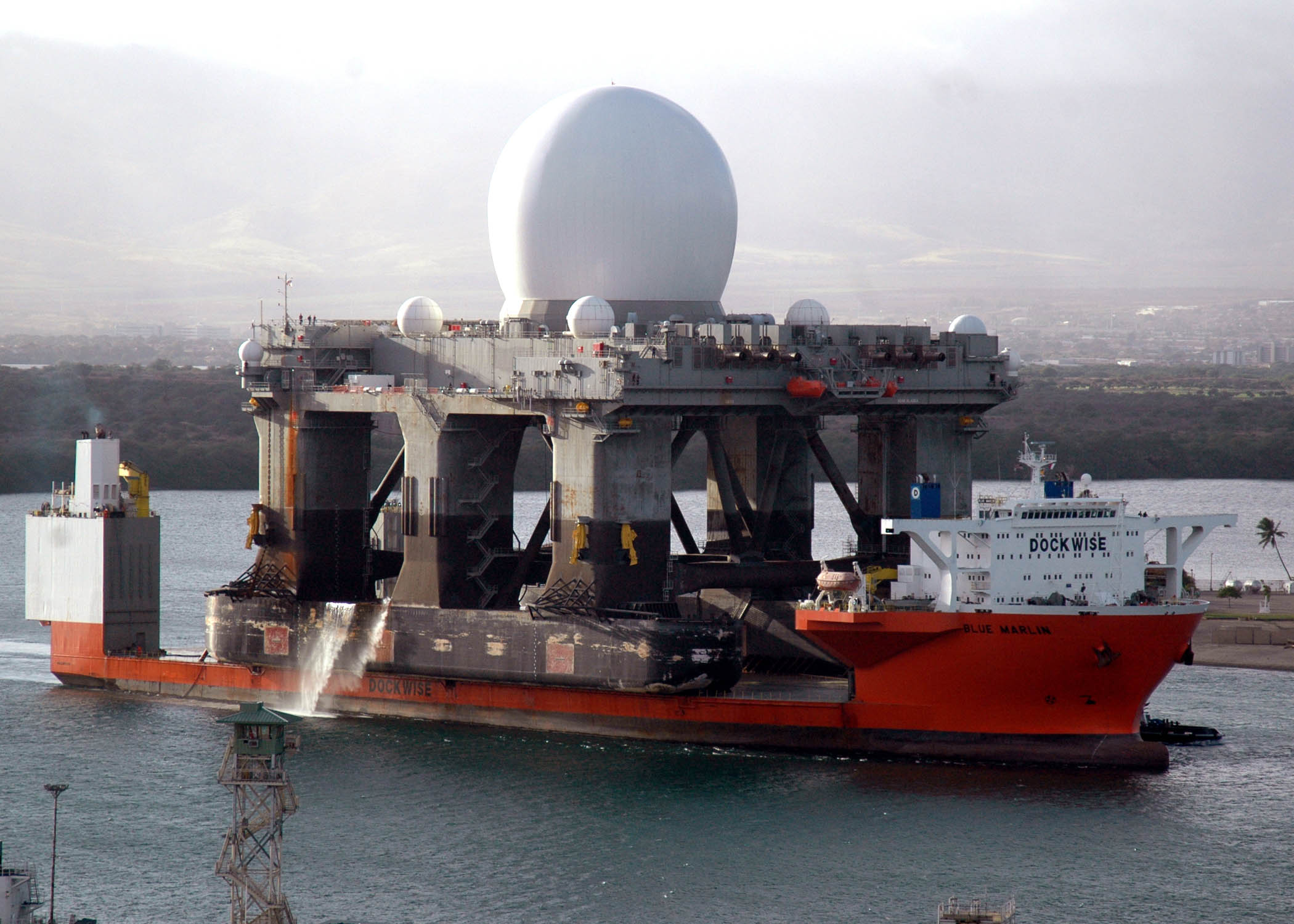
Blue Marlin transportujący radar Sea-Based X-Band Radar z Corpus Christi w Teksasie

MV Blue Marlin i jego bliźniacza jednostka, Black Marlin, zaliczane są do klasy półzanurzalnych statków transportowych. Pierwszym właścicielem był norweski Offshore Heavy Transport, od zbudowania do kwietnia 2000 r. W listopadzie 1999 r. zostały zakupione przez holenderski Dockwise Shipping. Statki zostały zaprojektowane do transportu wyjątkowo ciężkich półzanurzalnych platform wiertniczych. Mogą transportować ładunki o masie do 30000 ton i o środku ciężkości położonym do 30 metrów ponad pokładem ładunkowym.
Statki te mają po 38 kabin, mogących pomieścić do 60 osób załogi. Załoga ma do dyspozycji salę gimnastyczną, basen pływacki i saunę.

## Przedsięwzięcia
Marynarka USA wykorzystała Blue Marlin do przetransportowania uszkodzonego niszczyciela USS "Cole" (DDG-67) do Stanów Zjednoczonych, po tym jak został unieruchomiony przez samobójcze ataki bombowe w Adenie w Jemenie.
W drugiej połowie 2003 r. w Blue Marlin zwiększono pojemność i dostawiono dwa wysuwane pędniki dla poprawienia zdolności manewrowej. Powrócił do służby w styczniu 2004 r. Dostarczył ważącą 60000 ton platformę Thunder Horse do Corpus Christi w Teksasie.
W lipcu 2005 r. Blue Marlin w jedenaście dni przeniósł rafinerię Snøhvit z miejsca budowy w Cádiz do Hammerfest. Przedsięwzięcie zostało sfilmowane do programu Kings of Construction kanału Discovery oraz Mega Movers History Channel.
W listopadzie 2005 r. Blue Marlin wypłynął z Corpus Christi w Teksasie niosąc pływającą stację radarową SBX do Adak na Alasce. Płynął przez Amerykę Południową i Pearl Harbor na Hawajach, do którego przybył 9 stycznia 2006 r., przebywszy 15000 mil.
W styczniu 2007 Blue Marlin transportował dwie platformy samopodnośne Rowan Gorilla VI i GlobalSantaFe Galaxy II z portu Halifax w Nowej Szkocji w Kanadzie na Morze Północne.